# アルコールストーブ
アルコールストーブ（英: alcohol stove）は、アルコールを燃料としたストーブ（コンロ）である。略称は「アルスト」。

## 概説
2022年時点で主に、次のようなタイプがある。
- 真鍮やステンレスやチタンなどの素材で作られたメーカー製品（トランギア製がもっとも知られる。登山用品の専門店や、アマゾンや楽天などで販売されている。価格は数千円～2千円弱ほど）
- 飲料のアルミ缶で自作した品。飲料のアルミ缶で自作したものは英語では特にbeverage-can stoveなどと呼ぶ（メルカリや、自作品の販売のためのスマホ・アプリ上などで販売されている）。
- （飲料缶ではなく）アルミを素材として製造された製品（2021年ころからダイソーなど複数の100均チェーンで、200円～300円ほどの価格で、小・大2サイズが販売されている。素人がつくった自作品ではない。アルミ製で軽く、かつ、業者が作っており自作のものより加工精度・完成度が高い）

非加圧式と加圧式
構造は大きく分け、二重壁を用いた非加圧式のものと単室の加圧式タイプに分かれる。どちらも予熱で発生したガスを効率よく燃焼させ利用するよう工夫されている。
非加圧式で上部が開放された構造のものでは内筒はストーブを安定燃焼させるための予熱室ともなる。二重壁で隔たれた室でガスが発生しバーナー穴からでて炎となる。気化したアルコールはストーブの中央からも発生し燃焼するが、風の影響を受けやすく燃料消費上では非効率とされる。
加圧式のストーブは二重壁がなく、燃焼効率向上の目的でアルコールを注入した後に燃料容器の穴を閉じ、予熱は内部の燃料を燃やすのでなく、バーナー外部の燃料を燃やす。また単室で上部が開いたタイプもある。こちらはコッフェルなどを直接バーナー上部に乗せるとストーブ上部をふさぎ、炎はサイドに空けられた穴から出るので、単室の加圧式タイプと同じ原理。
いずれにしても予熱完了後、本燃焼に移ったあとはその炎でバーナー本体が熱せられ継続燃焼される。（そのような燃焼をしなければストーブとして役には立たず、生アルコールが燃えずに残ったりするので自作品は要注意）
アルコールストーブ全般の長所
- 寒冷地や高地などに強く、動作不良が起きない。

寒冷地や高地などの環境では、いくつかのプロパンやブタンのガスカートリッジ式のストーブは動作しないことがあるのに対し、アルコールストーブはそれらをしのぐ性能を発揮する場合がある。Ronald Mueserはアパラチアン・トレイルのハイカーを調査し、アルコールストーブが唯一動作不良率ゼロであったと著書 Long-Distance Hiking に記している。
- ほぼ無音で動作すること、扱いやすいこと、非常時のバックアップ用ストーブとしても適していることもアルコールストーブの長所として挙げられる。

- 軽量であること。

ガスストーブの本体はたいていは200グラムほど、あるいは百数十グラム超、一番軽いものでも約85グラム（3オンス）であるのに比べ、アルコールストーブはアルミ製やアルミ缶で自作したものを選べば、もっと軽くてすむ（アルミ缶で自作したものは本体が28グラム以下。ダイソーで販売されているアルミ製は、大サイズで約24グラム、小サイズでは約14グラム。ただしトランギアなどの真鍮製アルコールストーブはかなり重い。）。
ほとんどの市販製品のガスストーブは燃料を金属製の特別な缶に入れることが必要でそれがストーブの総質量に加わるが、それに対してアルコールストーブの「燃料用アルコール」（変性アルコール）は、もともと「燃料用アルコール」が入っていた軽量の樹脂製ボトルや、炭酸飲料のペットボトルなど実質的に任意の軽い容器で持ち運ぶこともできる。ただしアルコールストーブはガスストーブに比べると消費する燃料の液量が多めになるので、長期の行程で使用する場合はその液量の多さ、燃料の質量が原因で、トータルではさほど軽くなくなる（→#燃料の節で、燃料が何割増しになるか解説。）。
取扱上の注意点
気を付けるべき点としては、アルコールストーブはバーナー本体に燃料を入れたままにしておくとアルコールが漏れる可能性があり、おもわぬ引火事故を引き起こす可能性があることである。アルコールの炎はほとんど見えないので要注意である。したがって取扱説明書には一般に「バーナー本体にアルコールを入れた状態でリュックに詰めて持ち運んだりしないで下さい」「たとえ蓋をしっかり閉めたとしても、アルコールが漏れる可能性があります」などと書かれている。つまりアルコールストーブでは、アルコール燃料は他の密閉性の高い「燃料ボトル」類（やもともと「燃料用アルコール」を購入した時に入っていた蓋の密閉性の高くて耐アルコールのボトルなど）に入れて持ち運び、いざアルコールストーブを使用しようという時に必要な量だけアルコールをバーナー本体に入れて使うのが正しい使い方で、いちど入れた燃料は原則使い切るべきだ、たとえ燃焼途中で火を消しても残ったアルコールをバーナー本体に入れたまま蓋をして持ち運んではいけない、というのがメーカー側のユーザーに対する注意・指示である。（なお燃料漏れや引火のリスクは、アルコールストーブに限らず、白ガスを燃料に用いるストーブにも共通のリスクである。）
バーナー燃焼中は原則、バーナー本体にアルコール燃料をつぎ足してはいけない（ペットボトルなど普通の注ぎ口形状のボトルから燃料を注ぐとボトル側で小さな爆発などが起きたり、しばしば燃料を周囲にこぼすミスが起き、深刻な引火事故が起きる。）。またバーナー燃焼中は、その周囲で、うっかり燃料をこぼす可能性のあるような作業（たとえば燃料ボトルから別のボトルへの入れ替えなど）は絶対におこなってはいけない。バーナー燃焼中に付近で燃料をこぼしたりすると、それがすぐに気化しはじめ容易に引火し、燃料がこぼれた範囲全体が広く燃え始め対処不能な状態となり、大きな事故となる。（なおトランギアは引火防止のための安全機能を有する注ぎ口付きの燃料容器を販売している。）
また、多人数分の料理を一気に調理したいなどの理由で、大火力を得ようとしてひとつの鍋の下に複数のアルコールストーブを並べて使用することは基本的には控えるべきである。各ストーブが出す熱の相乗効果でアルコールの温度が単体使用時よりもはるかに上昇し、アルコールの気化が激しくなりすぎ、想定外の激しい燃焼をし制御不能になる危険がある。

## 歴史
二重壁のガス発生器・穴を開けたバーナーリング・予熱用の内筒から成る基本的な構造は100年以上前に遡る。同様の設計は1904年にニューヨークの銅細工人 J.ハインリッヒスが特許を取得している。
トランギアは1925年以来、この構造の商品を販売しており、Safesportはステンレス製のストーブを1990年代に販売していた。

## アウトドア用品メーカー製
トランギア製
トランギアが老舗である。
トランギアの製品は基本素材として真鍮をつかっており、アルコールストーブとしてはかなり重い部類である。
なおバーナー部は真鍮製だが、他のパーツはアルミ製である。2つの異なる金属が接触して腐食しないように、持ち運びの際に距離を空けるためのビニール袋が用意されている。
他メーカー製
近年ではトランギア製とほぼ同形・同サイズで中国のアウトドア用品メーカーによるものが、アマゾンや楽天やメルカリなどで安価に販売されている。またトランギア以外のメーカーがつくった、チタン製で軽量で、高価なものも販売されている。

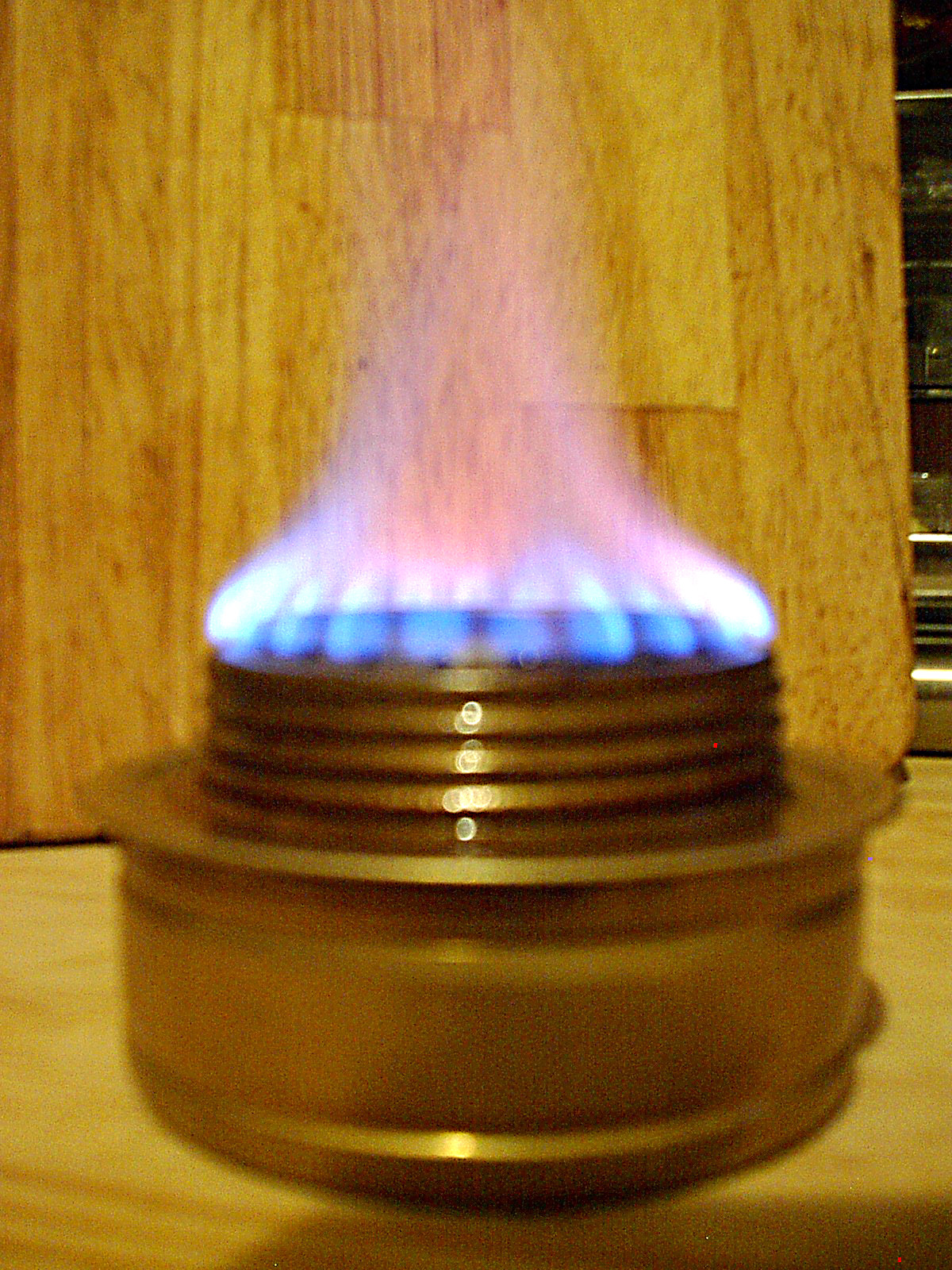
トランギアのアルコールストーブ
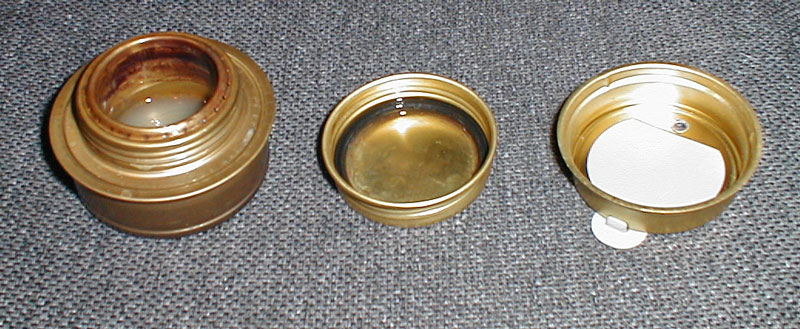
トランギアのものを分解したところ
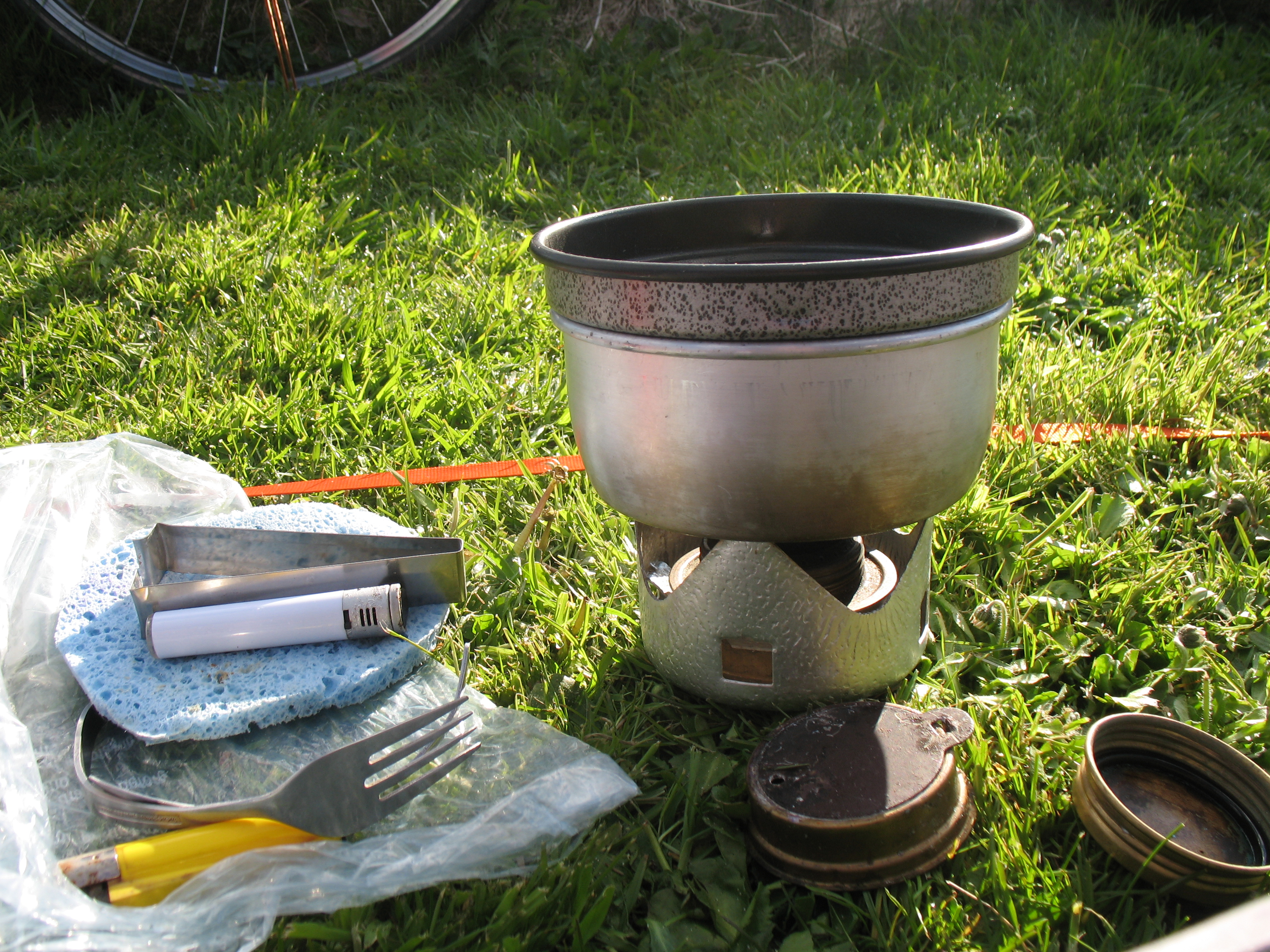
トランギアのものに五徳を組み合わせて鍋をのせて調理中

## アルミ製飲料缶で作った自作の品

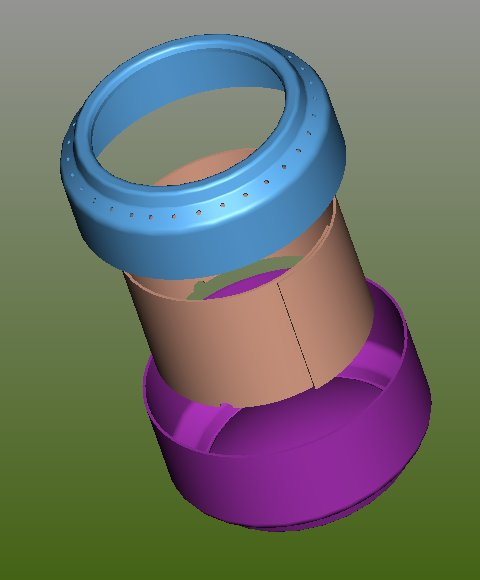
3つのパーツで構成される自作アルコールストーブの断面図

アルミ缶を使った自作のアルコールストーブは、清涼飲料水やビールの缶から作られるシンプルなものであり、無数のバリエーションが存在する。燃料は一般的にドラッグストアなどで「燃料用アルコール」という名称で広く流通しているものが使われる。

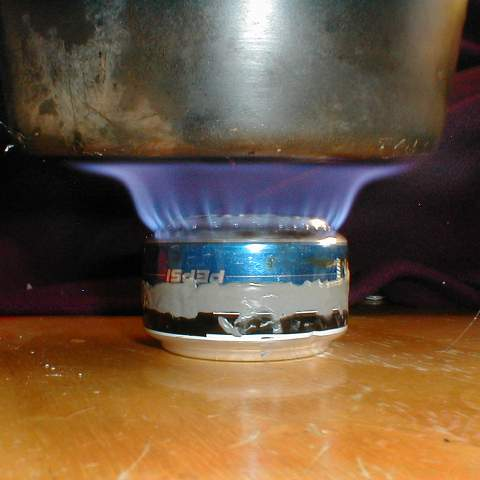
使用中のアルコールストーブ（見やすくするため五徳は省略）

名称については、米国では、底の形が内筒をしっかり支える形をしているという理由でペプシコーラのアルミ缶がよく使われるので Pepsi-can stove と呼ばれることもある。
|  |  |  |

飲料のアルミ缶で自作したバーナー本体の質量は約28グラム（1オンス）未満である。
軽量のアルミ缶を選べば、風防と五徳を含め総質量を30g未満にすることもできる。他の方式の市販のコンロより軽く、これを携帯することでトレッキングの荷物を軽くすることができるため、軽装備を好むバックパッカーに人気がある。しかし、長距離のハイキング旅行で物資補給の間隔が長い場合には、ストーブの効率が低いことにより多くの燃料が必要となるというデメリットもある。
アルミ缶による構成
2本のアルミ缶の底で作られる。内側の壁はアルミ缶を切り取って丸めて作る。ノズルはピンで上部に穴を開けてリング状にする。部品は耐熱性エポキシ樹脂や耐熱アルミ箔アルミテープで接着してもいいし、ホッチキスでとめても不足はない。高さの合計は5cm以下であるが、より多くの燃料を注入可能にするために寸法を増加することも、より短くして小型にすることもできる。
アルミ缶は他種の金属缶に較べ、軽量で低コストであること、熱伝導率が高く燃料が気化しやすいメリットを持つ。他にはスチール製のキャットフード缶、ツナ缶、ジュースの缶を用いて作られることもあり、原理は同じ。風防や五徳は空気穴を開けたスチール缶からも作製することができる。
動作と効率
0.5リットル以上と分量の多い調理をする時は、アルコールストーブはより強力に鍋を加熱できる他方式のストーブより効率が悪い。つまり、発生する熱が比較的少ないうえに周囲に逃げてしまう熱の割合が多いため調理に時間がかかる。より強力な加圧型は後述。
アルコールストーブを使用するには、適量の燃料を注ぎ点火する。鍋はアルコールストーブの上部の、風防か五徳の上に置く。
- 炎は最初は小さく、内側の筒内のみで燃焼する。その小さな火によって、数分ほどの時間をかけてアルコールが加熱され、アルコールの蒸気が穴を通過するようになり、炎が輪の形になってゆく。
- 本格的燃焼状態になったら、炎から十分な熱が燃料に伝えられつづけ、燃料がなくなるまで完全燃焼を維持する。

諸元
- 熱出力：4800 BTU (英熱量) /時（1400 ワット）以下
- 2カップ（500 ml）の水を沸騰させるまでの時間：5分以内（大さじ2杯（30ml）以内の燃料で）
- 4カップ（1000 ml）の水を沸騰させるまでの時間：12分以内（大さじ3杯（45ml）以内の燃料で）
- 燃焼時間：9分以内（大さじ2杯（30ml）の燃料で）
- 最大燃焼時間：30分（大さじ5-6杯（75-90ml）の燃料で）

### バリエーション

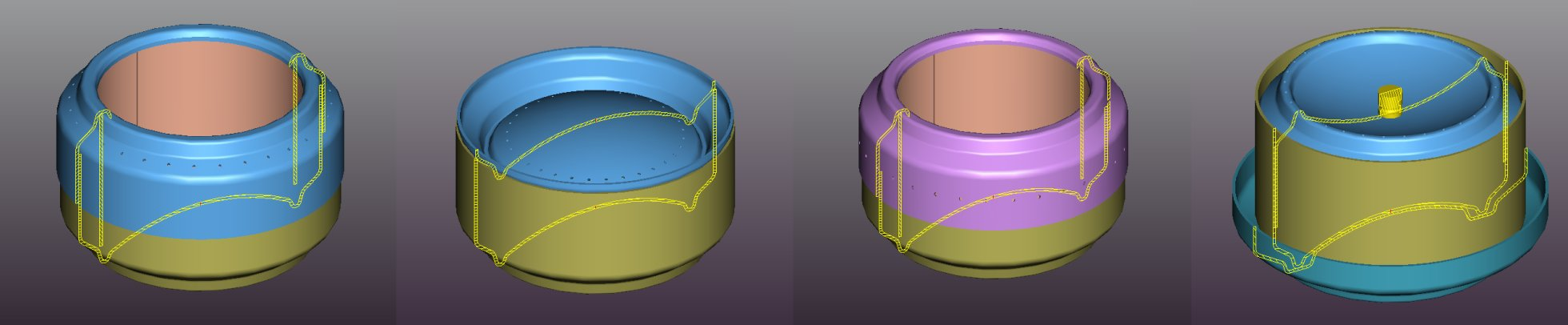
アルコールストーブのバリエーション。黄色の線は断面図を表す。左から右へオーソドックス型、逆ツーピース型、サイドバーナー型、加圧型

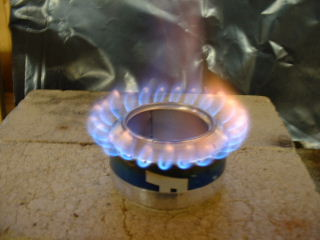
1本の空き缶で作成したサイドバーナー型。五徳なしで使用可能。米国のボーイスカウトの野外活動の一環で作成されたもの。

オーソドックス型
2本のアルミ缶の底で作られ、内壁があり二重構造のもの。非加圧式で上部が開放された典型的な超軽量ストーブ。右の写真は内壁の合わせ目がみられるのでバーナー穴をサイドにあけたこのオーソドックス型である。
サイドバーナー型
単室で上部が開いたタイプ。こちらはコッフェルなどを直接バーナー上部に乗せるとストーブ上部をふさぎ、炎はサイドに空けられた穴から出るので、単室の加圧式タイプと同じ原理。
なお、オーソドックス型非加圧式で上部が開放構造のもので、サイドにバーナー穴があけられたものもサイドバーナー型と呼ぶ。
加圧型
より強い火力が得られるが、重量と製作難易度が増す。ストーブに燃料を充填した後、つまみねじで密封される。このタイプのストーブはバーナー部分にリング状のパーツを被せる事で火力を減じることができる。プリヒート用の燃料を貯めるためにストーブの下に皿を敷いて使用することもある。
ペニーストーブ
前述の加圧型と原理は同じで構造も似ている。penny(=１セント貨）を使うのでその呼び名がある。なぜpennyを使うかは不明だが、恐らく一番安い硬貨で簡単に調達できることや、その語感も（ダイムやクウォーターより）よいので広がったといえる。アルコール注入後の注入穴にpenny硬貨をふさぐために置き、予熱のためくぼみにアルコールを溜めここに点火する。pennyは適度に重いので穴がふさがれバーナー内部にアルコールは落ちてゆかないし、本燃焼でここからガスが逆流して出ている現象はみれない。
ペニーストーブはいったん本燃焼に移ればバーナー部の炎は一定で安定しているが、他に比べ予熱に気をつかう。予熱は缶上部に溜めたアルコールだけでは不十分な場合もあり、米国ではペニーストーブの周りにアルコールをかけたり適当に地面にまき点火して予熱して使う人もいて、火気取り扱いの点で十分注意を要する。
逆ツーピース型
2個のパーツで構成される。オーソドックス型に比べて軽くて小型だが、燃料を注ぎにくい。
断熱材充填型
内壁はなくグラスウールの断熱材を詰め燃焼スピードを調整する。
キャットストーブ
大きさの異なるふたつのキャットフードのアルミ缶で製作したことから命名された。開放燃焼型。
スーパーキャットストーブ
キャットストーブから発展したものだが缶はひとつで良いので製作が容易。五徳は不要で上に鍋を置けば開口部が塞がれ、熱せられ気化したアルコールが側面の穴から吹き出すのでキャットストーブと異なり燃料に圧力がかかる。単室の加圧式タイプと同じ原理。
サイクロン
下から火でバーナーを炙り、アルコールを強制的に気化させる方式。炎の形状が渦巻状であるのが特徴。火力は非常に強いが、バーナーの火の他に、予熱用の火が必要。

## 100均で販売されている品
ダイソーなど複数の100均チェーンで、小・大 2サイズが、200円～300円という価格設定で（2021年から）販売されている。アルミ製。
ダイソーのもののスペックは次のとおり。
- 小サイズ　- 燃料容量 40ml。直径 60mm x 高さ 29mm[8]。重量は（蓋こみで）14gほど。
- 大サイズ  - 燃料容量 80ml。直径 72mm x 高さ 36mm[8]。重量は（蓋こみで）21gほど。

どちらも蓋（ネジ式で閉められるもの）が付属しており、蓋内側にシリコーンゴムのパッキンもついている。使用方法説明書（小さな1枚の紙片）も付属している。

## 燃料
使用する燃料は重量比で約50%、ブタン/プロパンストーブより大きい値になる。

### 種類
- 変性アルコールは飲めば有毒であるが、すすを発生しないので比較的環境にやさしい。
- 純粋なエタノールは通常、酒税の対象となり高額なのでストーブの燃料としてはほとんど使用されない。
- イソプロパノールでもアルコールストーブは動作するが、すすだらけになるので極力使用は避ける。
- ジエチレングリコールはエネルギー量は多いが、点火しづらいうえに経口摂取による中毒事例があるためキャンプに持ち運んで使用することは避ける。チェーフィング（Chafing-dish、料理の保温やフォンデュの熱源）用燃料に使われ、液体で、芯で火力を調節するものがジエチレングリコールである。

### 入手
- 日本では燃料用のアルコールとして薬局、ドラッグストア、ホームセンター、キャンプ用品店、コーヒー器具販売店（コーヒーサイフォンのアルコールランプで使用される）で入手可能。
- 日本国外で変性アルコールを購入した場合、試しに皿に少量を注いで点火し、燃え尽きたときに残渣が出る物は使用を避ける。
- 米国で販売されている不凍液はメタノールが主成分のものとイソプロパノールが主成分のものがある。ラベルを見てMethyl Alcohol（あるいはMethanol）が主成分の物を選ぶ。北米でHEETの名前で販売されている製品の場合、黄色の容器の物がメタノール、赤の容器の物がイソプロパノールである。
- 消毒用アルコール（消毒用エタノールや消毒用イソプロパノール）は水分の含有が多く、着火しにくく燃料としての実用にとぼしい。。